# شهرستان لو فلور (اکلاهما)
شهرستان لو فلور، اکلاهما (به انگلیسی: Le Flore County, Oklahoma) شهرستانی در ایالات متحده آمریکا است که در اکلاهما واقع شده‌است.

## خصوصیات
شهرستان لو فلور ۴٬۱۶۵ کیلومترمربع مساحت دارد.